# فريدي غروبر
فريدي غروبر (بالإنجليزية: Freddie Gruber)‏ هو معلم موسيقى أمريكي، ولد في 27 مايو 1927 في نيويورك في الولايات المتحدة، وتوفي في 11 أكتوبر 2011 في لوس أنجلوس في الولايات المتحدة بسبب مرض.

## وصلات خارجية
- فريدي غروبر على موقع ميوزك برينز (الإنجليزية)